# Студенческая бригада (Республика Сербская)
Студенческая бригада Войска Республики Сербской (серб. Студентска бригада Војске Републике Српске) — бригада Войска Республики Сербской, составленная из студентов университета Баня-Луки и подчинявшаяся 1-му Краинскому корпусу.

## История
Бригада образована 4 ноября 1994 года. Это был единственный случай в истории, когда руководство Республики Сербской приняло решение о мобилизации последних резервов для обороны своих границ от участившихся нападений хорватов и боснийцев. Бригаду составили из профессоров и студентов Баня-Лукского университета. Она насчитывала 2104 человека. После формирования она отправилась вместе с 15-й Бихачской лёгкой пехотной бригадой оборонять позиции от наступавшей АРБиГ на Бихачском направлении.
Бойцы бригады вели боевые действия с ноября 1994 по январь 1995 года. 15 января бригада была расформирована. Всего 13 человек из бригады погибло за время боёв, более 20 было ранено. Несмотря на свой короткий срок существования, бригада оставила большой след в истории Войска Республики Сербской.